# Angelo Calisti
Angelo Calisti (San Leo, 16 febbraio 1948) è un ex calciatore italiano, di ruolo attaccante.

## Carriera
Ha iniziato la carriera nel Cesena, per poi giocare con il Forlì, l'Udinese e, tra il 1970 e il 1973, il Chieti.
Ha disputato due stagioni con la maglia dell'Ascoli, per un totale di 9 presenze in Serie A.
In seguito ha giocato con la Sangiovannese, il Fano, l'Alessandria e la Salernitana.
Ha chiuso la carriera vestendo nuovamente la maglia dell'Alessandria.

## Palmarès

### Club

#### Competizioni nazionali
- Campionato italiano Serie C: 1

Cesena: 1967-1968 (girone B)
- Campionato italiano serie C2: 1

Alessandria 1980-1981